# Матч (шахматы)
Матч (англ. match) — одна из форм шахматных соревнований, состязание между двумя соперниками или командами.
Личный (индивидуальный) матч обычно состоит из заранее установленного количества партий (например, 12, 16 или 24), реже матч проводится до достижения определённого числа выигрышей (например, до 6, 8 или 10).
В командных матчах участники одной команды распределяются в определённой последовательности (по доскам) в соответствии с их квалификацией и положением о соревновании. В каждом матче играют участники команд, выступающие на одних и тех же досках (например, 3-я доска одной команды против 3-й доски другой команды).